# Dreaded Chaotic Reign
Dreaded Chaotic Reign – trzeci i ostatni album projektu Carpe Tenebrum. Wydawnictwo ukazało się w 2002 roku nakładem wytwórni Hammerheart Records. Na powyższym albumie pojawiły się elementy muzyki deathmetalowej. To równie pierwszy album nagrany bez wokalisty Nagasha.

## Lista utworów
Opracowano na podstawie materiału źródłowego.
1. "Abiding Our Time" – 6:56
2. "To See Your Name" – 4:38
3. "The Telling" – 5:43
4. "Aetherial Benefaction" – 2:16
5. "What of This Place" – 6:33
6. "Hope Is Near" – 4:12
7. "Sense of Fear" – 5:03
8. "Conscious Hide!" – 5:42
9. "Nothingness" – 5:04

Słowa i muzyka: Astennu

## Twórcy
Opracowano na podstawie materiału źródłowego.
- Astennu – wszystkie instrumenty, nagrywanie, produkcja, miksowanie, inżynieria dźwięku
- Marco Jeurissen – oprawa graficzna
- Niklas Sundin – okładka